# 苏州美术专科学校
蘇州美術專科學校，簡稱「蘇州美專」，位於中國江蘇省蘇州市滄浪區滄浪亭東側，由被譽為「滄浪三傑」的顏文樑、朱士傑和胡粹中於1922年7月共同創辦之私立學校，是中國最早成立的美術學府之一，也是中國第一個政府正式命名的美術學校。

## 歷史沿革

### 建校伊始

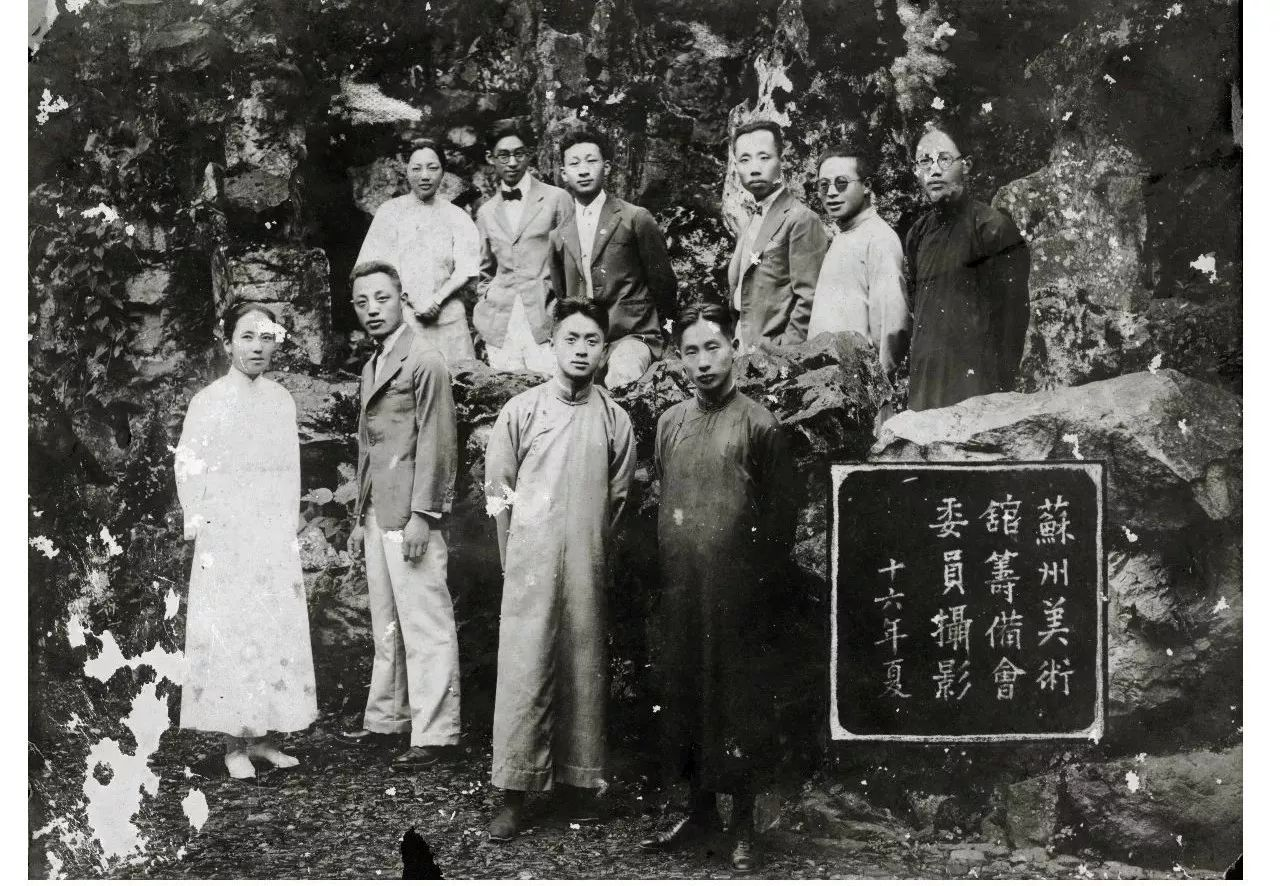
1927年蘇州美術館籌備委員會合影（前排右一为朱士杰，後排右三為顏文樑）

1922年7月，顏文樑與朱士傑創辦蘇州美術專科學校，創辦時稱蘇州美術暑期學校。
1927年年，顏文樑應蘇州公益局聘，任滄浪亭保管員，並受命籌建蘇州美術館 - 中國第一座美術館。蘇州美校也經蘇州公益局和教育局批准，由縣中遷移至滄浪亭內。歷史上滄浪亭本為吳中勝景，在當時因為年久失修，庭院破敗荒蕪。
同時美術學校也就遷入園內，並成立了校董會。由吳中富紳名畫家吳子深，出任首席校董，並出資把滄浪亭修葺一新。 1928年9月蔣吟秋編著的《滄浪亭新志》，刊有顏文樑所撰的《重修滄浪亭記》一文，載、記載道：「文樑於去歲五月擔任滄浪亭保管之職，提議捐修事，不果行。子深吳君……焉傷之，既立美術專科學校於其中，以主其事，复獨立輸銀四千……材鳩工……向之凡百廢馳者，今得而一新之。」

### 顏文樑留法
1927年年秋，顏文樑與剛剛學成歸國的徐悲鴻在上海相識，徐悲鴻力促顏文樑去法國留學深造。顏文樑在法國留學期間，由胡粹中代理校長。
顏文樑遊歷了歐洲各國，並陸續購置了500多件著名的雕塑石膏像及一萬多冊圖書畫冊，分批次運回蘇州美專，比如“奴隸”、“拔刺”、“小孩抱鵝”“、米羅維納斯”、“梅地昔斯”、“蹲著的維納斯”等等。因此，當時蘇州美專石膏像的數量超過了全國美術學校所有石膏像的總和，是全國之冠。
颜文樑選購的13件石膏像主要有：希臘雕刻家米隆的代表作《擲鐵餅的運動員》、希臘雕刻家坡利克利特的《持槍的運動員》(或稱《荷戈的戰士》) 、意大利文藝復興米開朗基羅的《大衛》頭像等。這13件雕刻精品翻製成的石膏像幾經周折終於1934年冬從歐洲運到蘇州滄浪亭的蘇州美專，全校師生欣喜若狂。顏文樑把這些石膏像陳列在新落成的羅馬式教學大樓底 層最大的教室和滄浪亭「明道堂」大廳裡，供學生們寫生。

### 新校舍
1930年12月，顏文樑學習期滿回國，開始主持新校舍的全面施工，最終採納上海工部局建築師吳希猛的羅馬愛奧尼亞廊柱建築設計。新校舍建築就緒，原上海工部局建築師吳希孟設計，蘇州張桂記營造廠承建，共耗資五萬四千餘銀元，費用全由吳子深所出。 這座有著十四根羅馬巨柱的宮殿式校舍終於落成，在1932的蘇州，這樣的建築無疑另類而有點驚世駭俗。但它正正像徵了藝術的精神，特立獨行、卓爾不群。新校舍列柱拱廊，宏偉寬敞，朝北向，共三層50間房屋，佈局合理，採光科學，分別用於教室、辦公室、石膏室、陳列室、實習室，教室分為大型國畫教室、大型人體寫生教室、理論教室、音樂教室、鋼琴教室等等。其規模為當時全國美術學校之冠。
顏文樑從歐洲帶回國的500餘座石膏像搬進美術館，闢專室陳列，就在二層法國式的素描大教室。當年的學生，穿著自家縫製卻有模有樣的西裝，左手畫板，右手執木炭條，就在這個大教室裡，刻畫著石膏像。陳列室有數百平方米，為使學生臨摹起見，另闢專室，陳列中國古代名畫，其中有張宗蒼的山水立軸，和陶紹源臨王維的《輞川圖》長卷等。理論教室在底層，在底層內還有高班同學單間的油畫室。樓上是人體寫生教室，頂上是玻璃，自然光照射，不打燈光，光線自然。

### 黃金時期
1932年年10月，正式獲得南京國民政府教育部立案核可為合格高等教育機構，並批准「蘇州美術學校」更名為「蘇州美術專科學校」。
蘇州美專設有中西畫系，並附設實用藝術，各系設有研究生學位，以備畢業學生繼續深造。素描室置有大小石膏像百餘座，均由顏文樑親自向法國訂來，成為中國最引人稱道的美術學府。師資優秀，俱為一時俊彥，教西畫如朱士傑、黃覺寺、胡粹中；中畫工筆禽鳥走獸蔡震淵，山水朱疇禹，人物顏元，後來有沈壽鵬任教。顏文樑也教油畫和透視學。徐悲鴻、孫伏園、鄭午昌、章太炎等都曾去講學。
1932年11月，舉辦建校十週年校慶，盛大慶祝，當時任國立中央大學美術系主任的徐悲鴻，專程自南京蒞蘇祝賀，並作演講。滄浪亭園林，張燈結彩，晚上水麵點放水燈。師生聚集在大樓前的草坪上，歡唱黃覺寺作詞、顏文樑作曲的蘇州美專校。
從1932年至1937年「七七事變」之前，是蘇州美術專科學校的黃金時期，不但師資力量雄厚，教學條件優越，圖書資料和教學模型豐富，吸引了全國各地無數美術愛好者前來學習。
1933年，徐悲鴻應邀赴法國和蘇聯舉辦畫展，要出國一年多，便邀請顏文樑兼任國立中央大學美術系系主任教職，每週三天在南京為中央大學學生講授素描及油畫課。

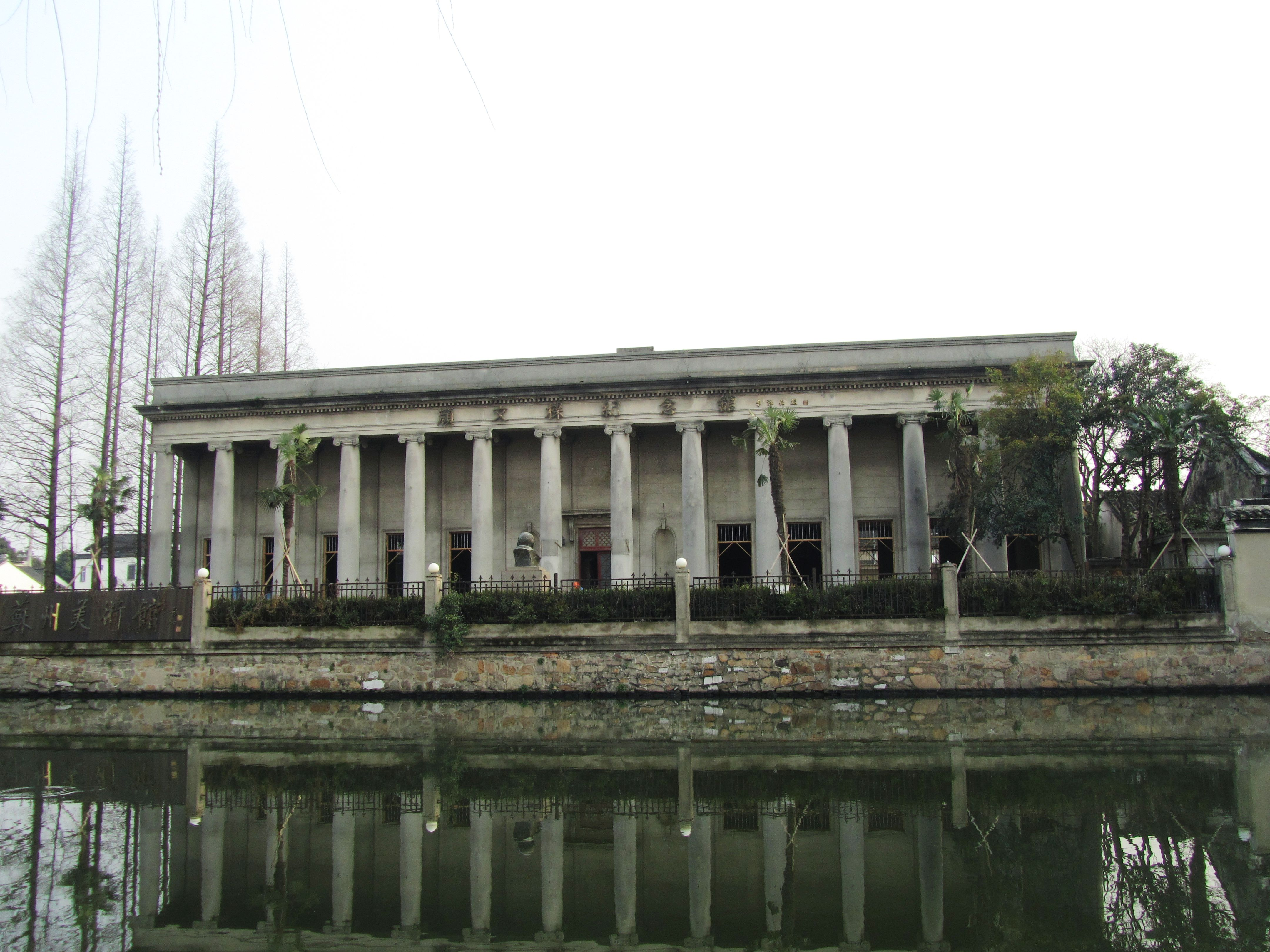
蘇州美術專科學校舊址沿河一側

### 抗戰時期
抗戰軍興，日軍進侵蘇州，美專輾轉遷移至上海，租借王家沙小學教室作為分校，期間生活極其艱辛，老師們多為義務教學，不拿工資，顏文樑和朱士傑等售畫所得，亦不敷支出。
更甚，原任日本政府派駐蘇州領事，時任上海興亞會會長的日本人松村雄藏以關心辦學為名，予以誘脅。顏文樑等不得已，取消分校，名為畫室。學生畢業，亦不發畢業文憑，因爲文憑必須送當時的日本軍政府教育局蓋章。
1946年年一月，顏文樑帶領上海分校學生回蘇州上課，上海的美術校址改為蘇州美專研究科。分散各地的師生也陸續返校。

### 合併為華東藝術專科學校
1952年當年12月，根據中央政府文化部的決定，蘇州美術專科學校、上海美術專科學校與山東大學藝術系合併為華東藝術專科學校，校址設在無錫市，顏文樑被調任中央美術學院華東分院副院長，朱士傑被調到新成立的華東藝術專科學校擔任教授，而胡粹中則被調任西安冶金學院教授。
1958年1月，華東藝術專科學校從無錫市遷至南京市辦學，並更名為南京藝術專科學校。
1959年6月10日，江蘇省政府將南京藝術專科學校升格為本科院校，並定名為南京藝術學院。

## 學校介紹

### 校刊《藝浪》

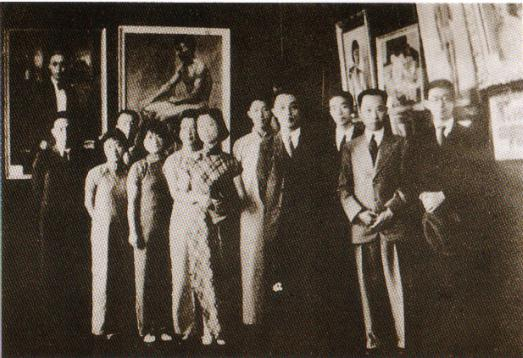
1935年顏文樑（前排右二）與胡粹中（前排右三）、黃覺寺（前排右一）及部分蘇州美術專科學校學生

1928年，黃覺寺任主編的《滄浪美》正式出版，後更名為《藝浪》，用銅版紙精印，並作三色版彩印，選刊教師和學生的作品及中外名畫。
蘇州美術專科學校培育出了眾多優秀的藝術家，包括董希文、羅爾純、尤玉淇、畢頤生、徐近慧劉中民等。

### 《蘇州美專校歌》
卓哉我校樹中華，廣廈庇才眾；孕育中西集諸藝，學業務專攻。君看滄浪之水清，流無窮！
壯哉我校樹亞東，湖山靈氣鍾；為學及時須忠勇，前賢是式從。君看滄浪水兮動，湧湧湧！
美哉我校氣象新，前途無限進；浩我團體振精神，雄飛疇與倫。君不見滄浪水兮清，進進進！
我愛我校事業宏，文藝遍大眾；熱血沸騰具一心，荊棘奚堪侵。君看滄浪柏青蔥，節勁雄！

### 實用美術
朱士杰约在1920年代曾造访日本，考察美术院校课程设置，并认识到包豪斯思想和实用美术，其后与颜文樑开创了中国国内实用美术系的先河。
除了培養繪畫人才，蘇州美專也聚焦社會需要，在課程中強調「貫徹教育聯繫生產實際，培養社會需要的有用人才」，故在1927年增設實用美術科，建立了印刷、鑄字、製版、攝影工場，可謂是中國設計藝術的先導。
1934年秋天，蘇州美專正式增開實用美術系，由朱士傑擔任系主任。

### 師資
蘇州美專建校十週年時有文章中提及：「本學期教授方面，於原有西洋畫實習室顏文樑、朱士傑、黃覺寺、張新棫、孫文林，中國畫實習室吳秉彝、顏彥平、蔡震淵、朱鑄禹等外，理論方面添聘法國里昂中法大學校長孫佩蒼擔任文學講座，巴黎美專畢業高元宰擔任製版學，巴黎美專畢業張宗禹擔任藝術解剖學，留美音樂家黃友葵女士擔任音樂，蘇州成烈體專校長陸佩萱擔任體育，留法校友陸傳紋女士擔任女子部主任，留法畫家週圭擔任洋畫。其餘功課，若透視學水彩畫仍為胡粹中擔任，美術史色彩學為張紫璵擔任，詩詞、文學、金石學為黃頌堯、蔣吟秋擔任，都是有深刻的造詣，而為學術界所共仰的。」

## 蘇州美專動畫科
此外，美專還創立了動畫科，為我國培養了第一代動畫人才。共和國建國後，蘇州美專動畫科併入北京電影學院。 許多學生畢業後被分配到上海電影製片廠工作。
「美猴王之父」嚴定憲便曾回憶道，「 當時我雖然看動畫，但是不知道怎麼搞動畫，所以蘇州美專一有了動畫專業，我就馬上去報，學了動畫，錢家駿先生是我的啟蒙老師。錢家駿老師是著名的畫家，在上世紀30年代已經是搞動畫的專家了。他也是蘇州美專畢業的，後來在蘇州美專辦了一個動畫專業。」
蘇州美專動畫科雖然只開設了兩屆， 但正是這批學員成為中國動畫事業的重要骨幹人才，如錢家駿、嚴定憲等。顏文樑調任浙江美術學院副院長後，仍然關心蘇州美專動畫科師生的發展。
1959年上海電影專科學校成立， 錢家駿再執教鞭， 繼續為中國的動畫事業培養人才 。
水墨動畫把中國水墨轉化為銀幕效果 ，可謂繼往開來。而水墨動畫的研制成功與蘇州美專動畫科的貢獻是分不開的，其中最關鍵的有三個人分別是錢家駿、段孝萱和徐景達。

## 滄浪三傑
蘇州美專的創辦人是顏文樑、朱士傑和胡粹中。學生們用蘇州方言戲稱校名為「顏胡朱」，「眼」即顏文樣，「烏」即胡粹中的相似發音「珠」為朱士傑，乃蘇州方言「眼烏珠」諧音，三人並稱「滄浪三傑」。 據說，顏文樑和朱士傑同是音樂愛好者，經常在傍晚時分與學生聚集在大樓前的草坪上，唱顏文樑自編的歌曲，顏文樑吹喇叭，朱士傑以單簧管伴奏。
這個說法的全句後發展為「眼烏珠張張黃綠」，按順序為顏文梁、胡粹中、朱士傑、張紫瑀、張宜生、黃覺寺和陸寰生，以吳音讀之意思是「眼睛眼烏珠看看張張都是黃綠顏色」，理解成「眼睛眼烏珠看到每一張張張圖畫都是黃綠顏色」。顏，胡，朱是蘇州美專的創始人，而後四位是美專的骨幹。張紫瑀後來定居法國，終老於法國。張宜生年全國院系調整後執教於南藝，文革時自南京回蘇後投河自盡。黃覺寺為蘇州美專首屆畢業生，歷任蘇州美專教務主任兼教授、副校長。陸寰生以秘書身份跟隨顏先生，當顏先生已近九十高齡時，陸寰生尚日日相伴先生於寓所。

## 南園畫會
南國畫會是蘇州美術專科學校的主要社團之一，該會由繪畫系西畫組的全毓秀、李宗津、李楚、杜學禮、範賢英、許大衛、華世榮、孫葆昌、閔婉石、費彝復等十人組成，以研究及提倡藝術為宗旨 。成立畫會的原因有二：一則感到藝術的使命太大，非合群智群力不足以負此重任，於是集結志趣相投的同志，希望做培土的工作；二則便於今後紀念當日同受培植和同窗研習的情誼起見，以相鄰校址的南園命名畫會。翌年通過蘇州明報副刊欄編輯出版《明晶藝術》旬刊。
1936年4月1日，南國畫會假蘇州美術館舉行京平畫品展覽會，以課餘習作油畫百幅採取抽籤辦法公開出售，將售得畫款，作京平展覽費用，及北行旅資。省府官員及社會各界人士鑑於其壯志可嘉，而畫作亦精美，爭相購買，預展三日，竟售去十之七八。
同月14日，該會全體會員自蘇州首途北上，假故宮博物院太廟舉行畫品展覽會。

## 蘇州美專舊址
1987年9月，蘇州市政府將蘇州美專舊址列為市級文物保護單位，並決定在此重新籌建蘇州美術館。
1995年起，蘇州市政府對舊址進行全面整修，保存原有外觀，並根據美術館的功能對內部進行改造。

## 學校影響
到1952年院系調整時，蘇州美專三十年間共培養了1600多名畢業生。
陳丹青在《記顏文樑和他的蘇州美專》一文中寫到：「上世紀20年代，徐悲鴻出掌南京中央大學藝術系，林風眠任杭州藝專院長，劉海粟留法前創辦上海美專，顏文樑則回國後一手營建了蘇州美專。雖則同期前後另有幾所美術學校，但若是沒有這四位宗師，中國的現代美術，不可思議......劉海粟、林風眠，算是取了後印象派與野獸派一脈，與中國的文人畫餘緒略經攪拌，有所創發，後半生以中國畫工具作畫，幾乎放棄了油畫。徐悲鴻、顏文樑二位，則取19世紀歐洲經院傳統，給後世的傳遞研修，墊了底子。徐悲鴻的素描與造型，早有公論，顏先生側重探究西洋畫色彩譜系，就第一代留洋前輩的各所側重而看，他於歐人油畫色彩的理解，遵從，最為潛沉而專一。」並說「蘇州美專舊址就是中國近代美術的聖殿，顏文樑居功至偉」。
胡蘭成於1942年適逢顏文樑五十歲壽辰撰寫了《壽顏文樑先生》一文，其中寫道：「向來我對於繪畫家少接觸，但劉海粟、徐悲鴻這一流人的名字卻到處可以看見，聽到。也有時看看他們的畫。我覺得繪畫界之有劉海粟、徐悲鴻，猶之乎戲劇界之有梅蘭芳，學術界之有胡秋原、葉青，文化界之有七君子，似乎終不是這麼一回事。魯迅的譏笑，人們是認為刻薄的，但我愛他的嚴肅。中國繪畫界的出息，絕不出於沿門畫馬的京派或中西畫拼湊成洋涇的海派。中國卻是需要著好好的介紹西方的藝術作品，並且刻苦學習。西方的現代藝術，導源於文藝復興期希臘藝術的再生與繼續成長，以中國人的現代生活意識的落後，對於距離，角度，光線，與色彩的感覺與觀念的不准確，要學習西方藝術，當然不比走江湖容易，於是許多人逃走了，畫畫中國山水，加上西洋顏料，用水門汀建造宮殿式的房子，與科學靈乩一樣，成了流行的風尚。這是我何以看了蘇州美專的希臘風的校舍建築，所以特別珍惜，特別感動的緣故。」

## 相關史料
- 王驍主編的《二十世紀中國西畫文獻·蘇州美專》（文化藝術出版社2009年12月出版）。該書由蘇州美專大事記、歷屆主要教職人員、主要社團及顏文樑<十年回顧>、<藝術教育今後之趨向>等文，以及顏文樑、朱士傑、李詠森、胡粹中、丁光夑、戴秉心、黃覺寺、呂斯白、周方白、費以複、董希文、李宗津，等人的畫作及藝評文章組成。[5]

## 著名教職人員
- 顏文樑
- 朱士傑
- 胡粹中
- 吳子深
- 錢家駿：上海美術電影製片廠導演
- 陈从周
- 陆抑非

## 著名校友
- 董希文
- 羅爾純
- 张树汶
- 黃覺寺
- 莫朴
- 賀友直
- 李宗津
- 費以復
- 冯其庸
- 周正
- 趙宗藻
- 舒傳熹
- 錢家俊
- 楊之光
- 陸國英
- 嚴定憲：著名動畫片導演，被譽為「美猴王之父」
- 林文肖：著名動畫片導演
- 范敬祥
- 张功慤

## 参見
- 南京藝術學院
- 滄浪三傑
- 四大校長
- 中國油畫
- 蘇州美術專科學校舊址